# Gardenia trochainii
Gardenia trochainii är en måreväxtart som beskrevs av Roger Sillans. Gardenia trochainii ingår i släktet Gardenia och familjen måreväxter. Inga underarter finns listade i Catalogue of Life.